# Pétange
Pétange é uma comuna do Luxemburgo, pertence ao distrito de Luxemburgo e ao cantão de Esch-sur-Alzette.

## Demografia
Dados do censo de 15 de fevereiro de 2001:
- população total: 13.749
  - homens: 6.769
  - mulheres: 6.980

- densidade: 1152,47 hab./km²

- distribuição por nacionalidade:

| Nacionalidade  | População | %      |
| -------------- | --------- | ------ |
| luxemburgueses | 8.514     | 61,92% |
| estrangeiros   | 5.235     | 38,08% |
| - portugueses  | 2.543     | 18,50% |
| - franceses    | 554       | 4,03%  |
| - italianos    | 759       | 5,52%  |
| - belgas       | 610       | 4,44%  |
| - alemães      | 104       | 0,76%  |
| - iuguslavos   | 308       | 2,24%  |
| - outros       | 357       | 2,60%  |

- Crescimento populacional:

| Ano        | População |
| ---------- | --------- |
| 15/02/2001 | 13.749    |
| 01/01/2002 | 13.986    |
| 01/01/2003 | 14.103    |
| 01/01/2004 | 14.382    |
| 01/01/2005 | 14.632    |